# 藤真利子
藤 真利子（ふじ まりこ、本名；藤原 真理、1955年6月18日 - ）は、日本の女優、歌手、作詞家、作曲家。東京都出身。プロダクション尾木所属。不二聖心女子学院高等学校、聖心女子大学文学部歴史社会学科卒業。父は藤原審爾。血液型A型。

## 略歴・人物
幼い頃は、父と客人が家中に響かせる麻雀の牌の音と、大きな笑い声を聞いて育つ。
やがて父が愛人を作って家を出て行ったため、4歳のとき、母と一緒に家を出て2人で暮らすようになる。
人気作家だった父には、映画監督や有名な女優が訪ねて来る環境のもとで生まれ育ったため、いつしか「女優になりたい」と思うようになった。中学校のすぐ隣に唐十郎のアングラ劇団「状況劇場（紅テント）」が借りていた家があり、奇抜な装いの俳優たちと生首などのおどろおどろしい小道具の山。それらにいざなわれるかのように高校では演劇部に。そして大学4年のときに父からは猛反対されるも、女優の道へと進んだ。
1977年TBS型ドラマ『文子とはつ』でデビューし、その翌年1978年にフジテレビ系ドラマ「飢餓海峡」に、杉戸八重役で出演したことがきっかけで注目されるようになる。この演技が認められ、その年のゴールデンアロー賞最優秀新人賞をはじめ、多くの新人賞を受賞している。
父とは疎遠になっていたが、肝臓癌で余命半年ということを知って、仕事をすべてキャンセルし、残された時間を一緒に過ごすことを決意。父の容態が急変し亡くなったのは、親子が再会してから10日後。亡くなる間際に、父が藤に残した言葉は、「君が輝いていたら、きっとまためぐり会えるだろう」。この言葉を胸に、女優として輝き続けることを誓った。
2005年に最愛の実母が脳梗塞で倒れて要介護5の認定を受けるも、対応する病院が見つからず、自宅で介護することになり、2016年11月に亡くなるまでの11年間は、生活の全てが母親の介護に明け暮れて、女優業はほぼ休業状態に陥り仕事が激減。元々お嬢様女優でデビュー当時から高級ブランドの洋服などを買い漁るなどお金には全く不自由したことがなかったため、介護生活中には貯金も底をつきユニクロの服を買うのも高くて躊躇ってしまうなどお金に非常に苦労したという。『爆報! THE フライデー』の特集時にも母親の介護の様子などが紹介された。
微美 杏里（びび あんり、ビビアン・リーが由来）のペンネームで作詞・作曲も手掛け、ペンネームは松任谷由実に相談して決めた（松任谷とは親友でもあり、藤はデビュー前から松任谷の古参ファン。女優デビュー1年後に週刊誌の対談で初めて松任谷と対面し、互いに意気投合。その日から現在まで40年来にわたりプライベートでも大の仲良しになり、松任谷からは「ふじまり」の愛称で呼ばれ、アルバム『ガラスの植物園』や『浪漫幻夢』で松任谷夫妻のプロデュースや楽曲提供を受けた）。
アン・ルイスや池上季実子、林真理子などとも親交がある。
デヴィッド・ボウイ、フランソワーズ・アルディ、フランス・ギャル、ブリジット・フォンテーヌ、奥村チヨ、近藤真彦等のファンだと公言している。
刑事ドラマや2時間ドラマでは、常連悪（女）役であり、火曜サスペンス劇場では最多犯人役で出演（ただし、時代劇やそれ以外のドラマでは悪役を演じることはほとんどない）。

## 出演

### テレビドラマ

#### NHK
- 葦舟（1979年8月3日、音楽ファンタジー）
- 大河ドラマ
  - 獅子の時代 （1980年1月6日 - 12月21日） - 苅谷（植村）菊子 役
  - 徳川家康（1983年1月9日 - 12月18日） - 濃姫 役
  - 太平記 （1991年1月6日 - 12月8日） - 久子 役
  - 西郷どん（2018年1月7日 - ） - 大久保ふく 役
- 男子の本懐 （1981年1月4日） - 井上千代子 役
- 愛・信じたく候 （1981年6月1日 - 26日、銀河テレビ小説） - 石川節子 役
- 海峡 （1981年10月11日 - 11月08日、ドラマ人間模様） - 国丹道子 役
- 芙蓉の人 （1982年4月1日・2日、少年ドラマシリーズ） - 野中千代子 役
- 立花登・青春手控え 第3話「返り花」 （1982年4月28日） - 小沼登和 役
- 噂になった女たち 第1回「幻の花」（1982年10月16日） - 白川薫 役
- 連続テレビ小説
  - いちばん太鼓 （1985年10月7日 - 1986年4月5日） - 藤木葉子 役
  - やんちゃくれ （1998年10月5日 - 1999年4月3日） - 柏木京子 役
  - 花子とアン 第121・132・133話（2014年8月18日 - 9月1日） - 長谷部汀 役
- 玉と砕けず （1987年3月21日） - 森茂 役
- 約束の旅 （1987年5月4日） - 秋山津留 役
- 逃亡者 （1988年12月10日）
- 幸福な市民 （1989年11月4日）
- モーツァルト終焉 （1991年12月09日 - 12日） - コンスタンツェ（声） 役
- 腕におぼえあり （1992年4月10日 - 6月26日、金曜時代劇） - きよ江 役
- 雲の上の青い空 （1997年3月31日 - 5月1日、ドラマ新銀河）
- 繋がれた明日 （2006年3月4日 - 25日） - 三上鶴子 役
- テンペスト（2011年7月17日 - 9月18日、BS時代劇） - 大勢頭部 役
- プレミアムドラマ（BSプレミアム）
  - 花咲くあした 第5・6話 （2014年2月2日・9日） - 椚蘭 役
  - 定年女子（2017年7月9日 - 8月27日） - 林田克子 役

#### 日本テレビ系
- 青春ド真中! （1978年5月7日 - 9月24日） - 有沢弓子 役
- 火曜サスペンス劇場
  - 危険なしのび逢い （1982年5月4日）
  - 松本清張の知られざる動機 （1983年9月6日） - 長野富子 役
  - 描かれた女 （1985年2月5日）
  - 女編集長の椅子は死を招く（1986年11月25日）
  - 名無しの探偵シリーズ4・愛の死角 （1988年4月26日）
  - 歪んだ鏡 （1995年1月24日） - 鈴子 役
  - 名無しの探偵シリーズ12・兄妹 （1996年4月23日）
  - 松本清張スペシャル・恐喝者 （1997年2月25日） - 竹岡多恵子 役
  - 松本清張スペシャル・中央流沙」（1998年8月4日） - 倉橋祥子 役
  - 盲人探偵・松永礼太郎11・香水迷路 （1999年6月1日） - 橋本澪 役
  - 指名手配3（2000年8月1日）
  - 刑事・鬼貫八郎13・誰の屍体か （2001年8月28日） - 宇井和歌子 役
  - 検事・霞夕子19・犬を飼う女 （2002年4月16日） - 星合則子 役
  - 警部補 佃次郎15・結婚しない女 （2002年7月2日） - 新倉佐和子 役
  - 生死不明 （2003年1月28日） - 賀原君恵 役
  - 曲り角 （2003年6月3日）
  - だます女だまされる女6 （2003年8月26日）
  - 街の医者・神山治郎5・母親 （2003年10月28日） - 青木恵美子 役
  - 屋形船の女2 （2003年12月9日） - 高島千恵 役
  - 検事霞夕子22・殺意の薔薇 （2004年1月13日）
  - 女監察医室生亜季子36・母子鑑定 （2005年1月11日）
  - 警視庁鑑識班18 （2005年2月1日）
  - 弁護士・朝日岳之助23・声なき声 （2005年5月10日）
- あんちゃん（1982年10月23日 - 1983年4月23日） - 宇佐木静 役
- 木曜ゴールデンドラマ
  - 悪夢 （1984年1月19日）
  - ここの岸より（1987年10月8日）
  - ふたりの女 （1988年6月2日）
- 水曜グランドロマン
  - 法王庁の避妊法 （1989年4月26日）
  - 男の事情シリーズ1・旅の終りに （1989年12月6日） - 水上則子 役
- 外科医有森冴子2 第6話 （1992年11月14日）
- 金田一少年の事件簿スペシャル 雪夜叉伝説殺人事件 （1995年12月30日） - 比留田裕子 役
- D×D 第3話「12時過ぎのシンデレラと泣き虫天使」 （1997年7月19日）
- 永遠の仔 （2000年4月10日 - 6月26日） - 長瀬まり子 役

#### TBS系
- 文子とはつ （1977年10月3日 - 1978年3月31日、ポーラテレビ小説） - はつ 役
- 青春の門 第2部（1977年12月7日 - 1978年5月31日） - 江見笙子 役
- Gメン'75 第171話 「太平洋大捜査網」（1978年9月2日）− ダオテイ・キム 役
- 霧子この愛 （1978年11月6日 - 1979年2月23日） - 霧子 役
- 源氏物語 （1980年1月3日、資生堂テレビスペシャル）
- 曠野のアリア （1980年9月1日、日立スペシャル） - 庄司久子 役
- 東芝日曜劇場
  - コスモス （1981年9月20日）
  - マイフェアねーちゃん （1987年1月18日）
- 鞍馬天狗 （1981年12月13日 - 1982年3月21日）
- ザ・サスペンス
  - 松本清張の時間の習俗 （1982年6月19日） - 松村友子 役
  - ママが…! （1983年2月5日） - 結子 役
  - ママが消えた夏休み! （1983年7月30日） - 結子 役
  - 名探偵金田一耕助の傑作推理「殺人鬼」（1988年7月26日） - 亀井加奈子・園部菊江（二役）
- あなた （1984年4月2日 - 9月28日、テレビ小説[7]） - 舞川苑子 役
- 昭和ラプソディ （1985年2月23日・3月2日、日立テレビシティ）
- 疑惑の家族 （1988年10月12日 - 12月7日） - 冬木百合 役
- 織田信長（1989年1月1日） - まつ 役
- こんな男と暮らしてみたい （1989年2月6日 - 9日、ドラマ23）
- 見えない情事 （1989年8月26日、土曜ドラマスペシャル）
- HOTEL  - 神保いずみ 役
  - HOTEL （1990年1月11日 - 3月22日）
  - HOTELスペシャル'93秋 （1993年9月30日）
  - HOTELスペシャル'94春 （1994年4月7日）
  - HOTEL （1995年4月13日 - 9月28日）
  - HOTELスペシャル'96 （1996年1月4日）
  - HOTELスペシャル'96冬 （1996年12月28日）
- 月曜ドラマスペシャル
  - 時効を待つ女 －信州・蛍橋－ （1990年8月13日）
  - 昭和のいのち （1998年8月10日）
  - 弁護士高見沢響子3 （2000年4月24日） - 里美 役
  - ミステリー作家桜田桃子の冒険1 （2000年9月11日） - 佐知恵 役
- デザートはあなた 第4話 （1993年10月31日）
- 月曜ミステリー劇場
  - 万引きGメン二階堂雪7・逃亡 （2001年10月8日）
  - ラストシーン （2003年11月17日） - 山田キヌ子 役
  - 京都華道家元殺人事件 （2005年10月24日） - 華形亜希子 役
- 隣の女〜幽霊屋敷の殺人事件!? （2006年9月29日、特選ミステリー劇場）
- 水戸黄門 第37部 第7話 （2007年5月21日） - おきぬ役
- 京都殺人授業 第一講座 （2013年2月18日、月曜ゴールデン） - 園田圭子 役
- 月曜名作劇場
  - 湯けむりバスツアー 桜庭さやかの事件簿7（2016年5月23日） - 高根沢志乃 役
  - はぐれ署長の殺人急行 九十九里浜迷宮ダイヤ（2016年12月5日） - 赤城あずさ 役
- コック警部の晩餐会（2016年10月 -） - 一条千鶴 役

#### フジテレビ
- 飢餓海峡（1978年9月2日 - 10月21日） - 杉戸八重 役
- 家族サーカス （1979年4月7日 - 6月30日） - 北島木枝子 役
- 江戸の激斗 第16話 （1979年） - おさん 役
- 銭形平次 第728話 （1980年7月23日）
- 氷山のごとく （1980年10月11日 - 1981年3月28日） - ふじ 役
- 大奥 第6話・第7話（1983年） - お蘭 役
- 流れ星佐吉 第3話 （1984年4月17日）
- 松本清張サスペンス・隠花の飾り「記念に…」（1986年5月5日、関西テレビ） - 福井滝子 役
- 西村京太郎サスペンス「アカベ・伝説の島」（1986年12月15日）
- 京都サスペンス（関西テレビ）
  - 朽の中に藤の花を （1987年11月16日）
  - 妻たちのパスポート （1988年10月17日）
  - 夕顔の寺殺人事件 （1989年10月30日）
- 沈黙 （1988年3月14日、女性作家サスペンス） - 亜矢 役
- 三年目の疑惑 （1988年6月27日、乱歩賞作家サスペンス）
- いたずら電話をする女 （1988年11月12日、土曜ドラマスペシャル）
- 人形と暮らす女 （1989年7月24日、現代神秘サスペンス）
- 大岡政談・魔像 （1989年12月27日、年末時代劇スペシャル）
- 神谷玄次郎捕物控 （1990年6月20日 - 9月19日） - お津世 役
- 死導標 （1990年8月6日、 森村誠一サスペンス）
- 伊豆大島 霧の夜 （1991年5月20日、旅情サスペンス）
- 初恋の殺人者 （1991年7月26日、金曜ドラマシアター）
- 世にも奇妙な物語
  - そこではお静かに （1991年11月21日） - 相沢より子 役
  - リフレクション （1992年6月4日）
- 恐怖配達人シリーズ1・指輪 （1992年1月13日、小池真理子サスペンス）
- 恐怖配達人シリーズ・団地 （1992年2月17日、小池真理子サスペンス）
- 喪服を着る女 （1993年7月26日、サスペンス・魔）
- 金曜エンタテイメント
  - 松本清張の異変街道 （1993年10月29日） - お蔦 役
  - 阿部一族 （1995年11月24日） - おいち 役
  - 大空港警察副署長 （2005年7月22日） - 松宮典代 役
- 金曜プレステージ
  - 新・祇園芸妓シリーズ3・京都花嫁衣装殺人事件 （2008年2月8日）
  - 外科医 鳩村周五郎 闇のカルテIV （2008年3月28日） - 山城麗子 役
  - 山村美紗サスペンス 赤い霊柩車シリーズ33・卒都婆小町が死んだ （2014年4月18日） - 梅溪美鈴 役
- 痛快TV スカッとジャパン
  - 《こんな女は嫌われる》「図々しい借りパク女」（2018年10月29日）
  - 《商店街の貴公子スカッと①》「薬局の貴公子」（2019年4月15日）
  - 《スーパーの迷惑客》「日用品を買い占めるサイテー女」（2020年6月15日）

#### テレビ朝日
- 流氷の詩 （1979年1月25日 - 3月29日） - 佐藤光子 役
- 土曜ワイド劇場
  - 血痕 （1979年3月31日）
  - 女弁護士朝吹里矢子6 （1982年4月24日）
  - 幻想花 （1983年3月17日）
  - 女弁護士 朝吹里矢子5・小さな共犯者 （1998年6月13日） - 高畠輝子 役
  - タクシードライバーの推理日誌15・二つの顔を持つ乗客 （2001年10月13日） - 水嶋怜子 役
  - おかしな刑事1 （2003年8月23日）
  - 車椅子の弁護士水島威10 （2004年7月10日）
  - ショカツの女6 （2011年11月19日） - 日野弓江 役
  - 東京駅お忘れ物預り所3 （2009年7月11日） - 伏見聡子 役
  - 温泉若おかみの殺人推理22 （2011年5月28日） - 榎本好江 役
  - 監察官・羽生宗一3 （2015年7月4日） - 大下和美 役
  - 天才刑事・野呂盆六ファイナル（2015年9月19日） - 芦屋遥比 役
- イエスの方舟事件 （1981年7月13日、ドラマ・人間）
- 国境を越えた男 （1987年4月23日）
- ご存知！旗本退屈男2 （1988年12月29日）
- 女秘書、春日局別れていいとも旅  （1989年2月21日）
- 必殺スペシャル・春一番 仕事人、京都へ行く 闇討人の謎の首領! （1989年3月30日、必殺スペシャル）
- 六本木スキャンダル （1989年8月24日、シリーズ街）
- 日曜洋画劇場特別企画
  - ダブル・パニック'90 ロス警察大捜査線 （1990年10月14日） - ナンシー中村 役
  - ロス警察'94 ウエストコースト殺人事件 （1994年4月24日）
  - 柳生一族の陰謀 （2008年9月28日）
- エンドレス・ナイト （1990年10月22日、現代推理サスペンス）
- ガラスの仮面 - 北島春 役
  - 第1シリーズ （1997年7月7日 - 9月15日）
  - 第2シリーズ （1998年4月13日 - 6月29日）
- 愛しすぎなくてよかった （1998年1月8日 - 3月9日） - 風間美加 役
- 子連れ狼 第3話 （2004年7月21日）
- はぐれ刑事純情派 第17シリーズ最終回スペシャル （2004年9月22日）
- 吉原炎上 （2007年12月29日） - お兼 役
- おみやさん
  - 第6シリーズ第7話 （2008年12月18日）
  - 第9シリーズ第7話 （2012年5月31日）
- 臨場 第7話 （2009年5月27日） - 宮坂祥子 役
- 京都地検の女 第6シリーズ 第2話（2010年10月21日） - 山脇彰子 役
- 火車 （2011年11月5日） - 今野信子 役
- 濃姫 （2012年3月17日） - 小見の方 役
- 遺留捜査
  - 第2シリーズ 第2話 （2012年7月26日） - 藤本信江 役
  - 第5シリーズ 第7話 （2018年8月30日） - 宇多田里美 役
  - 第7シリーズ 第6話  （2022年8月18日）  - 磯貝早苗 役
- 上意討ち 拝領妻始末 （2013年2月9日） - 笠井三之丞の母 役
- 警視庁捜査一課9係 season8 第4話（2013年7月31日） - 柿沼摂子 役
- ドクターX〜外科医・大門未知子〜 - 蛭間華子 役
  - 第2期 第9話 （2013年12月19日）
  - 第4期 第9話 （2016年12月8日）
- 最後の証人（2015年1月24日、ドラマスペシャル） - 宮本良子 役
- 出入禁止の女〜事件記者クロガネ〜 第5話（2015年2月19日） - 広岡加寿子 役
- そして誰もいなくなった（2017年） - 翠川つね美 役
- 日曜ワイド 「ドクター彦次郎3」（2017年） - 岩崎靖代 役
- 日曜プライム 「私は代行屋!事件推理請負人5」（2020年） - 岩崎礼子 役
- 科捜研の女 Season21 第12話「女優コート殺人事件」（2022年2月24日） - 山本ミサ 役
- 警視庁・捜査一課長 season6 第1話・第2話（2022年4月14日・21日） - 藤見凛音 役
- スカイキャッスル（2024年） - 浅見雪乃 役[8]
- 家政夫のミタゾノ 第7シーズン 第2話（2025年1月21日） - 石橋美恵子 役[9][10]

#### テレビ東京系
- 華麗なる殺意 （?年）
- 風雲江戸城 （1987年1月2日）
- 忍びよる殺意 （1992年2月3日、月曜・女のサスペンス）
- 刑事追う! 第2話 （1996年4月15日）
- 編笠十兵衛 （1997年1月6日 - 3月24日） - 月森静江 役
- 女と愛とミステリー（制作：BSジャパン）
  - 「松本清張特別企画・わるいやつら」（2001年4月8日） - 寺島トヨ美 役
  - 「十年〜妻が夫を裏切った日」  （2004年1月25日） - 北山久仁枝 役[11]
  - 「寝台特急８分停車」（2004年8月15日）
- ミヤコ蝶々物語 （2002年1月7日、テレビ大阪開局20周年ドラマ）
- 忠臣蔵 決断の時 （2003年1月2日、新春ワイド時代劇）
- 京都迷宮案内5 第5話「もう一つの時効! 汚名を着せられた女!!」 （2003年2月6日）
- 芸者小春姐さん奮闘記4 （2007年5月12日、BSミステリー） - 松代冨士子 役
- ドクターハート 薮田公介の事件カルテ2 （2016年1月13日、水曜ミステリー9） - 鳥山絹恵 役
- 特命刑事 カクホの女2 第4話（2019年11月15日） - 永井恵実 役

#### LaLa TV
- 恋する私のベーカリー （2012年1月22日 - 2月26日） - 赤羽たまき 役

### 映画
- 北村透谷・わが冬の歌（1977年） - 樋口一葉 役
- 走れクラウス 第1部（1978年）
- 天平の甍（1980年） - 平郡郎女 役
- 幸福号出帆（1980年） - 山路三津子 役
- わるいやつら（1980年） - 横武たつ子 役
- 泪橋（1983年） - 白井秋子 役
- もどり川（1983年） - ミネ 役
- 薄化粧（1985年） - 内藤ちえ 役 毎日映画コンクール女優助演賞 ブルーリボン賞助演女優賞
- 国東物語（1985年） - お葉 役
- 危険な女たち（1985年） - 津田淳子（橘まゆみ）役
- ウホッホ探険隊（1986年） - 美際良子 役
- 吉原炎上（1987年） - 吉里 役
- 黒いドレスの女（1987年） - 三井葉子 役
- 海へ 〜See you〜（1988年） - 英次の妹 役
- 社葬（1989年） - 井上友子 役
- 寒椿（1992年） - 富田喜和 役
- 復活の朝（1992年） - 新川章子 役
- さよならニッポン!（1995年） - 観国節子 役
- 群青の夜の羽毛布（2002年） - さとるの母 役
- 大阪府警潜入捜査官（2007年） - 妙子ママ 役
- 劇場版テンペスト3D（2012年） - 大勢頭部 役
- 名も無い日（2021年） - 稲葉奈津子 役

### 舞台
- 『ファースト ドラマチック コンサート 浪漫幻夢』（1981年4月30日　日本青年館）
- 『ガラスの仮面』（1988年　演出:坂東玉三郎　姫川亜弓 役）
- 『三島由紀夫近代能楽集・道成寺』（演出:芥川比呂志　国立劇場）
- 『ロミオとジュリエット』（演出:蜷川幸雄　帝国劇場）
- 『アマデウス』（演出:ジャイルズ・ブロッグ　サンシャイン劇場 他）
- 『テレーズラカン』（演出:デヴィット・ルヴォー　ベニサンピット）
- 『恋ぶみ屋一葉』
- 『テンペスト』
- 『五瓣の椿』（演出:山田和也　明治座　おその 役）
- 『花迷宮』（演出:栗山民也　帝国劇場）
- 『松竹音楽劇「火の鳥」』（1994年）
- 『濹東綺譚』
- 『四谷怪談』（演出:蜷川幸雄　シアターコクーン）
- 『プワゾンの匂う女』（演出:鈴木ひがし　芸術座）
- 『ガス燈』（2005年3月11日 - 20日　演出:西川信廣）
- 劇団朋友公演 『真砂女』（2010年　俳優座劇場 他　鈴木真砂女 役）
- ユーミン×帝劇 vol.2 『あなたがいたから私がいた』（2014年　演出:松任谷正隆　帝国劇場）

### テレビアニメ
- アンネの日記 アンネ・フランク物語 （1979年9月28日、テレビ朝日） - アンネ・フランク
- ピノキオのクリスマス （1980年12月24日、テレビ朝日）

### ラジオ
- 白き狩人（1978年6月26～30日 文化放送 ラジオ連続ドラマ）
- 結婚までを（1978年9月11～15日 文化放送 ラジオ連続ドラマ）
- きみはUFOを見たか？（1978年10月22日 MBSラジオ）
- 電撃わいどウルトラ放送局（ラジオ関東）
- 藤真利子の今がス・テ・キ（文化放送）
- 順・真利子の白昼堂々（TBSラジオ）
- 真利子、音楽幻夢（ラジオ関東）
- わが人生に乾杯! （2010年10月28日 NHKラジオ第1放送） - 父藤原審爾のこと、聖心女子大学時代から女優デビュー、飢餓海峡出演の契機、緒形拳の思い出、作詞作曲家微美杏里（びび あんり）としての活動、舞台などについて語った。

### その他のテレビ番組
- グラスハウス80 （1982年、テレビ東京） - 「薔薇」「花がたみ」「花まみれのおまえ」「真利子 うらみうた」「それがどうしたの」「どんな春が」
- 京都・国宝浪漫（2015年 - 、BS11・KBS京都） - ナレーター

### CM
- 花王「リーゼ」
- ライオン「エキセドリン」

### ミュージックビデオ
- アン・ルイス「WOMAN」（1989年）

## ディスコグラフィ

### アルバム

#### オムニバス・アルバム
- テクノ歌謡　テイチク編　ラヴリー・シンキング・サーキット（1999年7月25日、テイチクエンタテインメント、PCD-1494）-　「どんな春が」収録。
- 伝説歌謡劇場 女優編（2014年8月20日、テイチクエンタテインメント、TECE-3267）-　「ひとりぼっちにしないで」収録。

## 作詞
- 大西結花「アブナイ彼」
- 柏原芳恵「夏模様」「ふたたび〜See you again」
- 北原佐和子「愛してDANCE」「水色のダイアリー」
- 近藤真彦「時計じかけのロマンス」
- 榊原郁恵「白い風景」「So Shiny Boy」
- 沢田研二「SCANDAL!!」
- 中川勝彦「STARDUST」「SALTY LADY」
- 萩原健一「去年の暮れ - 予感」「SEXY LONELY NIGHT」「PM10時すぎ逢いたくて…」「もう一度抱いて」
- 早見優「今夜からSecret Girl」「7通のラブレター」
- 松本良「STEP FOR STEP」「雨のDANCE STEP」「夜間飛行」
- フレッシュ・マーメイド「両手いっぱいのLove Song」

## 著書
- 『ママを殺した』（幻冬舎・2017年11月9日）